# 青分站
青分站是位于宁夏回族自治区青铜峡市园林乡的一个铁路车站，邮政编码751602。车站建于1989年，有包兰铁路经过该站，现不办理客货运业务，车站及其上下行区间均为电气化区段。车站距离包头站583公里，隶属兰州铁路局，是五等站。